# Глава Тамбовской области
Глава Тамбовской области — высшее должностное лицо Тамбовской области. Возглавляет высший исполнительный орган государственной власти области — Правительство Тамбовской области.
Официальное название — глава Тамбовской области. До весны 2022 года должность называлась «глава администрации Тамбовской области».
Должность появилась в декабре 1991 года. На данный момент глава области избирается путём прямых выборов на 5 лет. 4 ноября 2024 года покинул пост главы Максим Егоров.

## Список глав (администрации) Тамбовской области
1. Бабенко Владимир Дмитриевич — 11 декабря 1991 — 24 марта 1995
2. Бетин Олег Иванович — 24 марта — 27 декабря 1995
3. Рябов Александр Иванович — 27 декабря 1995 — 31 декабря 1999
4. Бетин Олег Иванович — 31 декабря 1999 — 25 мая 2015
5. Никитин Александр Валерьевич — 22 сентября 2015 — 4 октября 2021 (врио 25 мая — 22 сентября 2015)
6. Егоров Максим Борисович 20 сентября 2022 — 4 ноября 2024 (врио 4 октября 2021 — 20 сентября 2022)
7. Первышов Евгений Алексеевич врио — с 4 ноября 2024